# 小沢智仙
小沢 智仙（おざわ ともひさ）は、戦国時代から安土桃山時代にかけての武士。

## 略歴
小沢氏は伊賀国の国人。
天正9年（1581年）の第二次天正伊賀の乱で、織田氏の侵攻軍に徹底抗戦を主張し、伊賀長田の比自山城に籠った。
筒井順慶や蒲生氏郷、堀秀政に攻撃され、夜襲を企てるが織田方へ寝返っていた菊川清九郎に看破され失敗。夜陰に紛れて逃亡した。